# ماونو كويفيستو

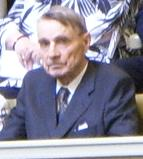
ماونو كويْـفيستو

ماونو كويْـفيستو (Mauno Koivisto؛ توركو، 25 نوفمبر 1923 - 12 مايو 2017) الرئيس الفنلندي التاسع، تولى منصبه بين عامي 1982 و1994. كما تولى رئاسة الوزراء لفترتين 1968/1970 و 1979/1982. وهو أول اشتراكي ديمقراطي ينتخب رئيساً للبلاد.

## النشأة
ولد كويْـفيستو في توركو ابناً ثانياً ليوهو كويْـفيستو النجار في ورشة كرشتون - فولكان لبناء السفن وهومني صوفيا إسكولا التي توفيت هو لم يزل بسن العاشرة. بعد التحاقه بالمدرسة الابتدائية، عمل كويْـفيستو بعدة مهن، وعند بداية حرب الشتاء في عام 1939، بعمر 16 التحق بوحدة مكافحة الحرائق ميدانية. أثناء حرب الاستمرار، خدم كويْـفيستو بمفرزة مشاة تورني، بقيادة الشهير لاوري تورني والتي كانت مفرزة استطلاع تخدم وراء خطوط العدو ومفتوحة فقط للمتطوعين مصطفين. حصل خلال الحرب على وسام صليب الحرية (الدرجة الثانية) وتمت ترقيته إلى رتبة وكيل عريف. أشار لاحقاً إلى تجربته خلال الحرب بالقول «بعد مشاركتك في مباراة تراهن فيها بحياتك، تصبح كل المباريات الأخرى صغيرة بعد تلك التجربة».

## المصرفي والسياسي
بالإضافة إلى نشاطه السياسي وعمله لتحصيل لقمة العيش، عاد كويفيستو في التعليم، ويمر دراسته المتوسطة في عام 1947 ودراسته مدخل الجامعة في عام 1949. في عام 1951 أصبح مدرسا في المدارس الابتدائية في عام 1952 وتزوج من تايمي كانكآنرنتا (ولدت في 1930) (هما طفلة، أسي كويفيستو، ولد عام 1957). وخلال هذه الفترة، أنهى كويفيستو دراسته أيضا، وتخرج من جامعة توركو بشهادة الماجستير في الفنون وتصريح في عام 1953، نوى أن يصبح عالم اجتماع. بعد ثلاث سنوات أتم أطروحة الدكتوراه عن العلاقات الاجتماعية في ترسانات توركو لبناء السفن. شغل كويفيستو أيضا منصب المستشار المهني في مدينة توركو، بصفته عضوا في مجلس مدينة توركو.
في عام 1957، عمل في مصرف ادخار العمال هلسنكي، الذي تولى فيه منصب المدير بين عامي 1959-1968. وفي عام 1968 عـُيين رئيسا لمجلس إدارة مصرف فنلندا، وهو المنصب الذي احتفظ حتى عام 1982. خلال الستينات، كان عليه أن يشهد الانشقاقات داخل الحزب الديمقراطي الاشتراكي. حاول لتحسين علاقات الحزب مع الشيوعيين ومع الرئيس أورهو ككونن.
بعد فوز الاشتراكيين الديموقراطيين بانتخابات 1966 فشكلوا حكومة برئاسة رافاييل بآسيو، عـُين كويفيستو خبير الحزب في السياسة الاقتصادية، وزيراً للمالية. في بداية عام 1968، إلا أن العديد من الناس في الحزب الديمقراطي الاشتراكي وغير راض عن أسلوب القيادة بآسيو، وكما ظهر في النهاية كويفيستو مرشح الحزب لخلافة بآسيو رئيسا للوزراء، وهو ما فعله في 22 مارس 1968. شغل منصب رئيس الوزراء حتى الانتخابات البرلمانية لعام 1970، والتي شهدت الأطراف الأخرى في حكومته الائتلافية تعاني من خسائر فادحة، وادت إلى استقالته.
في السبعينات، بات الرئيس ككونن يعتبر كويْـفيستو منافسه المحتمل، فأيد زميله بالحزب الاشتراكي الديمقراطي كاليفي سورسا، بدلا من ذلك. بقي كويْـفيستو محافظاً لمصرف فنلندا، وبعد انتخابات عام 1979 النيابية، أعيد انتخابه رئيسا للوزراء. بحلول عام 1979، ازداد الاستياء مع الرئيس ككونن المتقدم بالسن وبات من الصعب مواراة اعتلال صحته وعدم وجود تغيير. في هذه الحالة كويْـفيستو كرئيس للوزراء ومحافظ لمصرف فنلندا، ومع درجات عالية في استطلاعات الرأي، أصبح مرشحاً لمنصب الرئيس في المستقبل.

## روابط خارجية
- ماونو كويفيستو على موقع IMDb (الإنجليزية)
- ماونو كويفيستو على موقع الموسوعة البريطانية (الإنجليزية)
- ماونو كويفيستو على موقع مونزينجر (الألمانية)
- ماونو كويفيستو على موقع أوليمبيديا (الإنجليزية)